# Montreuil – Hôpital (stanice metra v Paříži)
Montreuil – Hôpital je stanice pařížského metra na lince 11 mezi stanicemi Romainville – Carnot a La Dhuys. Stanice se nachází východně od Paříže na hranicích měst Montreuil a Noisy-le-Sec pod Boulevardem de la Boissière. Stanice je umístěna v hloubce 20 m.

## Výstavba
Stanice je součástí úseku ze stanice Mairie des Lilas do Rosny – Bois-Perrier, který byl uveden do provozu 13. června 2024.
Protože se předpokládá prodloužení linky 9, která by zde končila, bude možný přestup na tuto linku.

## Název
Název stanice je odvozen od nemocnice André Grégoire.